# Newport County Association Football Club
El Newport County A. F. C. es un club de fútbol galés de la ciudad de Newport. Fue fundado en 1912 y juega en la Football League Two.

## Datos del club
- Mayor goleada conseguida:
  - En campeonatos nacionales: 10-0 vs. Merthyr Town en 1930
  - En torneos internacionales: 6-0 vs. FK Haugesund en 1980
- Mayor goleada encajada: 
  - En campeonatos nacionales: 0-13 vs. Newcastle United en 1943
  - En torneos internacionales: 0-1 vs. Carl Zeiss Jena en 1980
- Más partidos disputados: Len Weare 525 partidos

## Entrenadores
| - Davy McDougall 1912–1913 (Jugador-Entrenador) - Sam Hollis 1913–1917 - Harry Parkes 1919–1922 - Jimmy Hindmarsh 1922–1935 - Louis Page 1935–1936 - Tom Bromilow 1936–1937 - Billy McCandless 1937–1945 - Tom Bromilow 1948–1950 - Fred Stansfield 1950–1953 - Billy Lucas 1953–1961 - Bobby Evans 1961–1962 - Billy Lucas 1962–1967 - Leslie Graham 1967–1969 - Bobby Ferguson 1969–1970 (Jugador-Entrenador) - Billy Lucas 1970–1974 | - Brian Harris 1974–1975 - Dave Elliott 1975–1976 (Jugador-Entrenador) - Jimmy Scoular 1976–1977 - Colin Addison 1977–1978 - Len Ashurst 1978–1982 - Colin Addison 1982–1985 - Bobby Smith 1985–1986 - John Relish 1986 - Jimmy Mullen 1986–1987 - John Lewis 1987 - Brian Eastick 1987–1988 - David Williams 1988 - Eddie May 1988 - John Mahoney 1988–1989 - John Relish 1989–1993 | - Graham Rogers 1993–1996 - Chris Price 1997 - Tim Harris 1997–2002 - Peter Nicholas 2002–2004 - John Cornforth 2004–2005 - Peter Beadle 2005–2008 - Dean Holdsworth 2008–2011 - Tim Harris 2011 (Interino) - Anthony Hudson 2011 - Lee Harrison 2011 (Interino) - Justin Edinburgh 2011-2015 - Jimmy Dack 2015 (Interino) - Terry Butcher 2015 - John Sheridan 2015-2016 - Warren Feeney 2016 - Sean McCarthy y James Bittner 2016 (interino) - Graham Westley 2016-2017 - Michael Flynn 2017-2021 Wayne Hatswell (Interino) (2021-) |

## Palmarés

### Torneos nacionales
- Football League One (1): 1939
- Copa de Gales (1): 1980
- FAW Premier Cup (1): 2008